# FC Granada
Der Granada Club de Fútbol, kurz Granada CF und im deutschen Sprachraum allgemein bekannt als FC Granada, ist ein Fußballverein aus der andalusischen Stadt Granada.

## Geschichte
Der Verein wurde am 14. April 1931 unter dem Namen Recreativo de Granada gegründet. 1941 stieg man erstmals in die Primera División auf und bestritt fortan, trotz zeitweiliger Abstecher in die Segunda División, insgesamt 17 Spielzeiten in der höchsten spanischen Fußballliga, ehe man in der Saison 1975/76 wieder dauerhaft den Gang in die Zweitklassigkeit antrat. Anschließend spielte der Verein in Folge mehrerer Ab- und Aufstiege mehrere Jahre in der Segunda División und Segunda División B. Nach einem weiteren Abstieg in der Spielzeit 1987/88 siedelte sich der Verein dauerhaft in der dritten Liga an und verbrachte in dieser die kompletten neunziger Jahre. Zu Beginn des neuen Jahrtausends folgten gar vier Spielzeiten in der viertklassigen Tercera División. In der Spielzeit 2005/06 gelang Granada jedoch die Rückkehr in die Segunda División B.

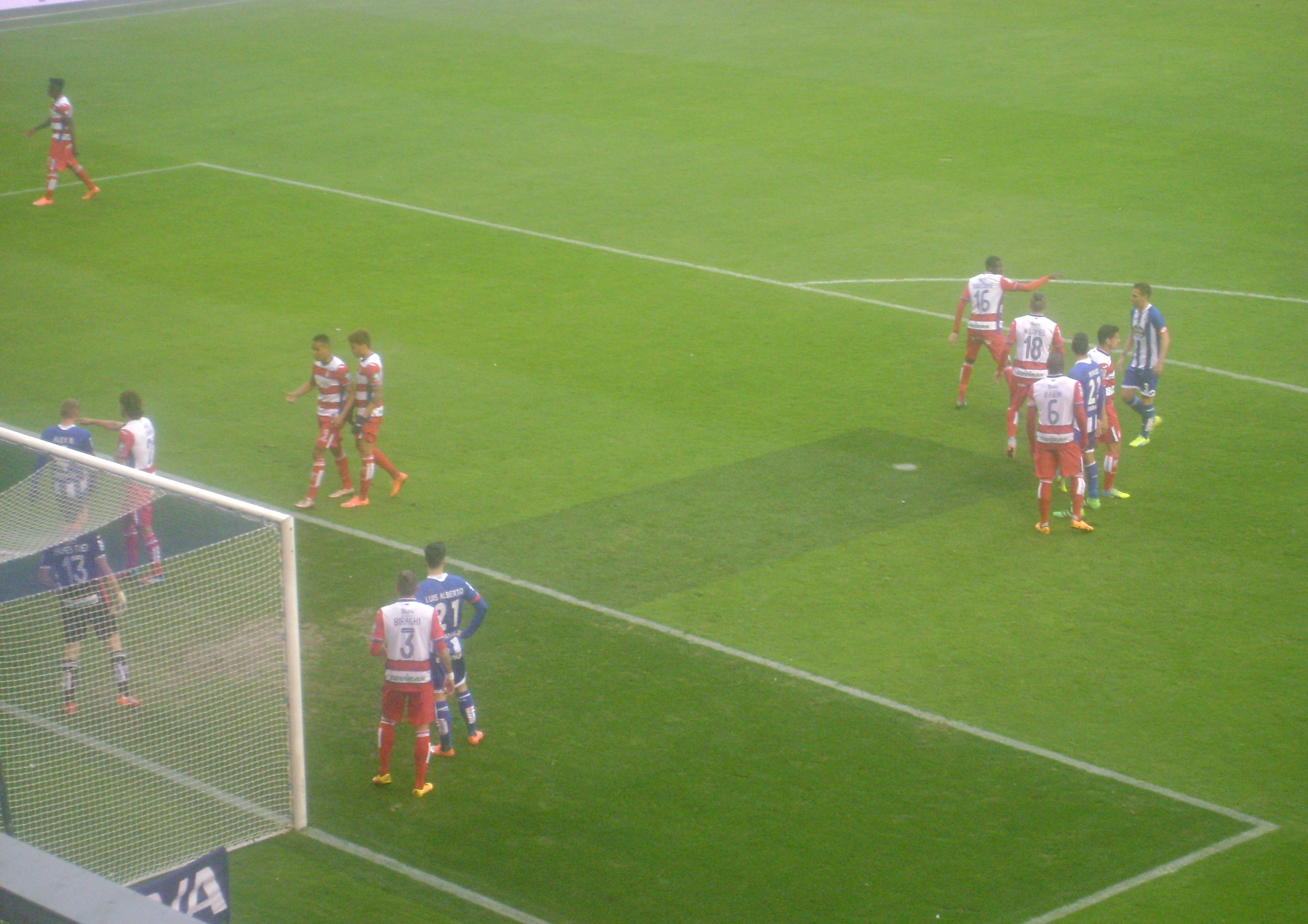
Deportivo La Coruña vs. FC Granada

Im Jahr 2009 wurde die italienische Unternehmerfamilie Pozzo Mehrheitseigentümer des Vereins. In der Folge ging Granada eine Partnerschaft mit dem italienischen Klub Udinese Calcio ein, der ebenfalls in Besitz der Familie Pozzo ist. Seitdem sind viele Spieler im Kader des FC Granada auf Leihbasis von Udinese Calcio unter Vertrag. In der Saison 2009/10 qualifizierte sich Granada für die Aufstiegs-Play-offs und stieg nach Siegen gegen AD Alcorcón und SD Ponferradina nach 22 Jahren wieder in die Segunda División auf. Nur ein Jahr später sicherte sich der Verein erneut die Teilnahme an den Aufstiegs-Play-offs: Daraufhin machte Granada nach Erfolgen gegen Celta Vigo und den FC Elche den Durchmarsch perfekt und kehrte nach 35 Jahren in die Primera División zurück.
In der Spielzeit 2019/20 erreichte der Verein das Halbfinale der Copa del Rey, wo man nur aufgrund der  Auswärtstorregel gegen Athletic Bilbao (0:1 a; 2:1 h) ausschied. Der Klub erreichte darüber hinaus den 7. Tabellenplatz in der Liga und berechtigte sich damit zur Teilnahme an den Qualifikationsspielen zur UEFA Europa League 2020/21. Bedingt durch die COVID-19-Pandemie wurde jede Qualifikationsrunde auf ein Spiel gekürzt. Nach Siegen über KS Teuta Durrës (4:0), Lokomotive Tiflis (2:0) und Malmö FF (3:1) qualifizierte sich der FC Granada erstmals in seiner Geschichte für einen europäischen Wettbewerb. In Gruppe E erreichte man hinter dem PSV Eindhoven und vor PAOK Thessaloniki sowie Omonia Nikosia den zweiten Platz und zog damit überraschend in die K.O.-Runde ein. Die Überraschung sollte aber noch größer werden, als man sich in der Zwischenrunde als Außenseiter gegen die SSC Neapel durchsetzte (2:0 h; 1:2 a). Auch im Achtelfinale war man gegen den Molde FK erfolgreich (2:0 h; 1:2 a), scheiterte jedoch im Viertelfinale an Manchester United (0:2 h; 0:2 a).
Nach einem 9. Platz und dem Erreichen des Viertelfinals in der Copa del Rey (3:5 n. V. gegen den FC Barcelona) in der Saison 2020/21, musste man ein Jahr später jedoch wieder absteigen. Am letzten Spieltag der Saison 2021/22 musste man gegen Espanyol Barcelona gewinnen, um die Klasse zu erhalten, spielte jedoch nur 0:0. In der Saison 2022/23 gelang es dem Verein, als Spitzenreiter wieder aufzusteigen. Allerdings gelang der Klassenerhalt auch in der Saison 2023/24 nicht, sodass man als Letzter prompt wieder abstieg.

## Europapokalbilanz
| Saison  | Wettbewerb         | Runde                  | Gegner            | Gesamt | Hin     | Rück    |
| ------- | ------------------ | ---------------------- | ----------------- | ------ | ------- | ------- |
| 2020/21 | UEFA Europa League | 2. Qualifikationsrunde | KS Teuta Durrës   | 4:0    | 4:0 (A) | 4:0 (A) |
| 2020/21 | UEFA Europa League | 3. Qualifikationsrunde | Lokomotive Tiflis | 2:0    | 2:0 (H) | 2:0 (H) |
| 2020/21 | UEFA Europa League | Play-offs              | Malmö FF          | 3:1    | 3:1 (A) | 3:1 (A) |
| 2020/21 | UEFA Europa League | Gruppenphase           | PSV Eindhoven     | 2:2    | 2:1 (A) | 0:1 (H) |
| 2020/21 | UEFA Europa League | Gruppenphase           | PAOK Saloniki     | 0:0    | 0:0 (H) | 0:0 (A) |
| 2020/21 | UEFA Europa League | Gruppenphase           | Omonia Nikosia    | 4:1    | 2:0 (A) | 2:1 (H) |
| 2020/21 | UEFA Europa League | Zwischenrunde          | SSC Neapel        | 3:2    | 2:0 (H) | 1:2 (A) |
| 2020/21 | UEFA Europa League | Achtelfinale           | Molde FK          | 3:2    | 2:0 (H) | 1:2 (A) |
| 2020/21 | UEFA Europa League | Viertelfinale          | Manchester United | 0:4    | 0:2 (H) | 0:2 (A) |

Gesamtbilanz: 15 Spiele, 8 Siege, 2 Unentschieden, 5 Niederlagen, 21:12 Tore (Tordifferenz +9)

## Statistik
- 24 Spielzeiten in der Primera División
- 34 Spielzeiten in der Segunda División
- 22 Spielzeiten in der Segunda División B
- 5 Spielzeiten in der Tercera División
- Beste Platzierung in der Primera División: 6. (1971/72, 1973/74, 2019/20)

Stand: Saison 2023/24

## Aktueller Kader 2024/25
Stand: 05. Februar 2025
| Nr. |             | Position | Name                 |
| --- | ----------- | -------- | -------------------- |
| 1   | Frankreich  | TW       | Luca Zidane          |
| 2   | Spanien     | AB       | Rubén Sánchez        |
| 3   | Spanien     | AB       | Miguel Ángel Brau    |
| 4   | Spanien     | MF       | Miguel Rubio         |
| 5   | Spanien     | AB       | Pablo Insua          |
| 6   | Kamerun     | AB       | Martin Hongla        |
| 7   | Argentinien | ST       | Lucas Boyé           |
| 8   | Spanien     | MF       | Gonzalo Villar       |
| 9   | Israel      | ST       | Shon Weissman        |
| 10  | Spanien     | ST       | Stoichkov            |
| 11  | Georgien    | ST       | Georgiy Tsitaishvili |
| 12  | Spanien     | AB       | Ricard Sánchez       |

| Nr. |           | Position | Name           |
| --- | --------- | -------- | -------------- |
| 13  | Spanien   | TW       | Marc Martínez  |
| 15  | Spanien   | AB       | Carlos Neva    |
| 16  | Spanien   | AB       | Manu Lama      |
| 18  | Polen     | ST       | Kamil Jóźwiak  |
| 19  | Brasilien | MF       | Reinier        |
| 20  | Spanien   | MF       | Sergio Ruiz    |
| 21  | Algerien  | ST       | Abde Rebbach   |
| 23  | Spanien   | MF       | Manu Trigueros |
| 24  | Spanien   | AB       | Loïc Williams  |
| 25  | Spanien   | TW       | Diego Mariño   |
| 26  | Spanien   | MF       | Rodelas        |
| 30  | Spanien   | ST       | Siren Diao     |

## Bekannte ehemalige Spieler
- Heriberto Herrera
- Osvaldo Nartallo
- Ladislao Mazurkiewicz
- Pahiño
- Thomas Parits
- Pirri
- Enrique Porta
- Gabriel Torje
- Iriney
- Juanma Ortiz
- Yacine Brahimi
- Adrián Ramos

## Trainer
- Alejandro Scopelli (1957–1959)
- János Kalmár (1959–1960, 1965–1966)
- Heriberto Herrera (1961–1962)
- José „Joseito“ Iglesias Fernández (1967–1968, 1970–1972, 1973–1975, 1981)
- Néstor „Pipo“ Rossi (1969–1970)
- Miguel Muñoz (1975–1976)
- Joaquín Peiró (1985–1988)
- Fabri González (2010–2012)
- Abel Resino (2012, 2015)
- Juan Antonio Anquela (2012–2013)
- Lucas Alcaraz (2013–2014, 2016–2017)
- Joaquín Caparrós (2014–2015)
- José Ramón Sandoval (2015–2016, 2024)
- José González (2016)
- Paco Jémez (2016)
- Tony Adams (2017)
- José Luis Oltra (2017–2018)
- Diego Martínez (2018–2021)
- Robert Moreno (2021–2022)
- Rúben Torrecilla (2022–2022)
- Aitor Karanka (2022)
- Paco López (2022–2023)
- Alexander Medina (2023–2024)
- Guillermo Abascal (2024)
- Fran Escribá (2024-)

## Frauenfußball
Der FC Granada verfügt seit 2003 über eine Frauenfußballsektion. Der größte Erfolg der ersten Mannschaft ist bisher die Teilnahme an der Primera División in der Saison 2013/14.